# Buhliv, Lanivți
Buhliv (în ucraineană Буглів) este localitatea de reședință a comunei Buhliv din raionul Lanivți, regiunea Ternopil, Ucraina.

## Demografie
Componența lingvistică a localității Buhliv
     Ucraineană (99,48%)
     Alte limbi (0,52%)
Conform recensământului din 2001, majoritatea populației localității Buhliv era vorbitoare de ucraineană (99,48%), existând în minoritate și vorbitori de alte limbi.